# ستاتيرا الأولى
ستاتيرا الأولى (توفيت في حوالي سنة 332 ق م) هي أميرة فارسية أخمينية وزوجة الملك داريوس الثالث أخر ملوك الإمبراطورية الفارسية وشقيقته أيضاً، بعد انتصار الإغريق على الفرس في معركة إسوس بقيادة إسكندر المقدوني قام بأسرها هي وعائلتها وأمها سيسيقمبيز، مع إبنتيها ستاتيرا الثانية و دريبيتيس، ذكر المؤرخين أن الإسكندر عاملها باحترام هي وعائلتها وأمها.
توفيت ستاتيرا الأولى أثناء ولادتها لولد غير معروف الأب، حيث شكك البعض أن يكون داريوس الثالث الوالد الحقيقي لذلك الابن. كل من إبنيتهما ستاتيرا الثانية تزوجت من الإسكندر، بينما تزوجت إبنتها الثانية دريباتيس من هيفايستيون صديق الإسكندر. بعد وفاة الإسكندر قتلتا بمؤامرة من روكسانا أولى زوجات الإسكندر وألتي خشيت منافسة أبنها الإسكندر الرابع المقدوني على العرش. قامت الممثلة الفرنسية أنيليز هيسمه بتأدية دورها في فيلم الإسكندر في سنة 2004.